# ميغ غرينفيلد
ميغ غرينفيلد (بالإنجليزية: Meg Greenfield)‏ هي صحفية أمريكية، ولدت في 27 ديسمبر 1930 في سياتل في الولايات المتحدة، وتوفيت في 13 مايو 1999 في جورجتاون في الولايات المتحدة.

## وصلات خارجية
- ميغ غرينفيلد على موقع إن إن دي بي (الإنجليزية)